# Carl F. W. Borgward
Carl Friedrich Wilhelm Borgward (10 novembre 1890 à Altona   - 28 juillet 1963 à Brême) est un ingénieur et designer allemand, créateur du groupe automobile Borgward, basé à Brême. 

## Biographie
Il était d'origine modeste, fils d'un marchand de charbon, Wilhelm Borgward, et il avait douze frères et sœurs. Il entreprit des études d'ingénierie mécanique et a obtenu son diplôme d'ingénieur de l'université technique de Hanovre en 1913. 
Il fut blessé pendant la Première Guerre mondiale. En 1919, il devient l'un des partenaires de la Bremer Reifenindustrie. L'entreprise fut restructurée et devint en 1920 la Bremer Kühlerfabrik Borgward & Co.
En 1924 et 1925, la société commença à produire des petits camions à trois roues Blitzkarren et Goliath. Avec son partenaire Wilhelm Tecklenborg, il créa en 1928 la société Goliath-Werke Borgward & Co. Lorsque les deux associés reprirent Hansa-Lloyd-Werke en 1931, ce groupe est devenu le groupe Borgward. 
Le 23 septembre 1938, l'usine Carl FW Borgward Automobil- und Motorenwerke fut ouverte à Sebaldsbrück, près de Brême. À cette époque, l'entreprise comptait 22 000 employés. Jusqu'à la fin de la guerre, la production de Borgward était principalement des véhicules militaires. 
Lorsque l'usine fut détruite par un bombardement en 1944, la moitié des travailleurs étaient alors des prisonniers de guerre et des travailleurs forcés. Carl Borgward a été interné jusqu'en 1948. Un an après sa libération, il fut de nouveau membre de la Chambre de commerce et d'industrie de Brême. 
En 1949, la première Lloyd LP 300 fut conçue et fabriquée. En Allemagne, cette voiture était surnommée le Leukoplastbomber (le bombardier à pansement). La petite voiture avec une carrosserie en contreplaqué sur un châssis en bois avait un moteur à deux temps et était situé dans le segment de marché sous la Volkswagen Beetle, et conserva cette position pendant une décennie. 
En 1949, Borgward présenta la grande sedan Hansa, qui était la première voiture européenne avec une carrosserie ponton. Il avait pris des idées de magazines américains qu'il lisait quand il était interné.
Le plus grand succès est venu en 1954 avec la Borgward Isabella. Les Borgward rencontraient l'esprit de l'époque: les clients allemands souhaitaient un style américain et une décoration chromée aux dimensions compactes européennes. Borgward a participé dans le détail à la conception de tous ses modèles de voitures. 
La concurrence accrue sur le segment des voitures de taille moyenne, la large et peu économique gamme de modèles, ainsi que les mauvais choix financiers et tactiques de la direction, conduisirent l'entreprise à une crise à la fin des années 1950. Le nouveau modèle Borgward-Lloyd Arabella (de) aurait dû atténuer les difficultés, mais il était handicapé par des problèmes de qualité. 
En 1961, Borgward a subi l'une des faillites les plus spectaculaires de l'histoire de l'Allemagne. L'entreprise aboutit dans les mains du land de Brême, qui la liquida, et une partie de l'usine est allée à Hanomag. Des années après la clôture de cette faillite, il s'est avéré que cela n'avait pas été raisonnable: toutes les dettes avaient été payées au dernier centime. 
Carl Borgward est mort d'une crise cardiaque à l'âge de 72 ans le 28 juillet 1963. 
Son œuvre pourrait continuer: 50 ans après la fermeture, son petit-fils, Christian Borgward, avec son partenaire Karlheinz L. Knöss et avec l'aide d'investisseurs chinois ont dévoilé la première voiture neuve de l'entreprise en plus de 40 ans, la BX7 au Salon international de l'automobile 2015 à Francfort.